# مستشفى الخرطوم التعليمي
مستشفي الخرطوم التعليمي تأسس في عام 1904، ويقوم بتقديم العلاج للسودانيين. ويعمل على تدريب طلاب كلية الطب، ويقع مستشفى الخرطوم التعليمي في مدينة الخرطوم بالقرب من كلية الطب - جامعة الخرطوم.

## الموقع

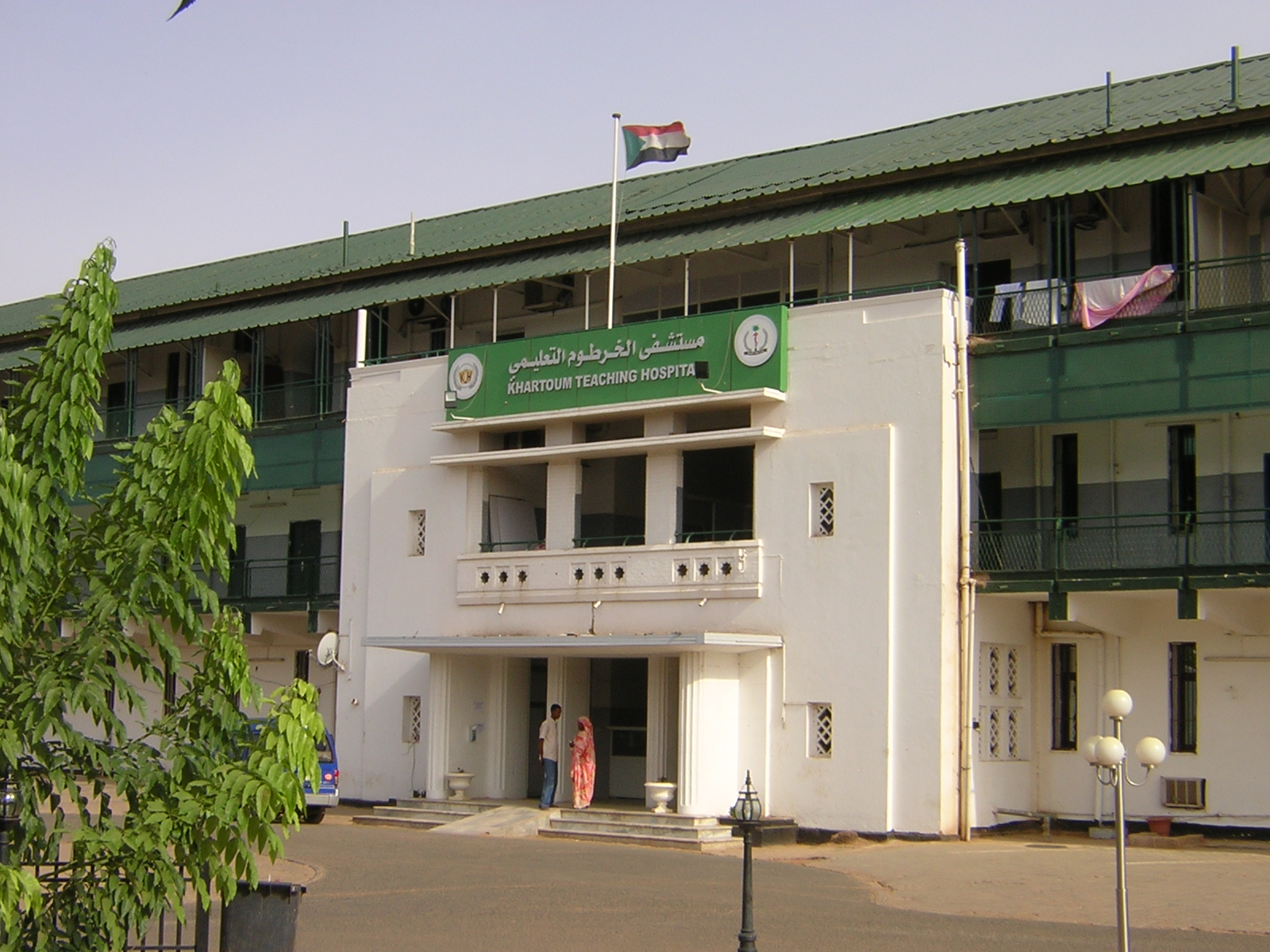
مستشفي الخرطوم التعليمي السودان

تقع المستشفي في تقاطع شارع السيد عبد الرحمن شارع القصر وشارع الجيش وهي المنطقة التي تضم المستشفي بالإضافة الي المعمل القومي ومستشفي الذرة.

## الأقسام والمراكز
- قسم الحوادث والإصابات
- قسم الجراحة العامة
- قسم جراحة العظام
- قسم الباطنية
- قسم جراحة الأطفال
- قسم النساء والولادة
- قسم الأشعة والموجات الصوتية
- قسم الأطفال
- قسم الأمراض النفسية
- قسم المسالك البولية
- قسم العناية المكثفة
- قسم جراحة التجميل
- قسم جراحة المخ والأعصاب
- قسم الناسور البولي.

## التغييرات الإدارية
تعرض المستشفى لعدد من التغييرات الإدارية من حيث إضافة عدد من الأقسام أو تجفيفها وتبعيتها لوزارة الصحة. كما أن العاملين في المستشفى لديهم عدد من القضايا الخاصة بالإستحقاقات للأطباء والمرضى على الحكومة.
نظمت الكوادر الطبية بالمستشفي عدد من الوقفات الاحتجاحية علي السياسات الخاصة بالمستشفي

## مستشفيات تعليمية آخري
مستشفي ودمدني التعليمي